# Барнаба да Модена
Ба́рнаба да Моде́на, також Ба́рнаба Агок'я́рі (італ. Barnaba da Modena; прац. 1361—1383, Модена) — італійський живописець.

## Біографія

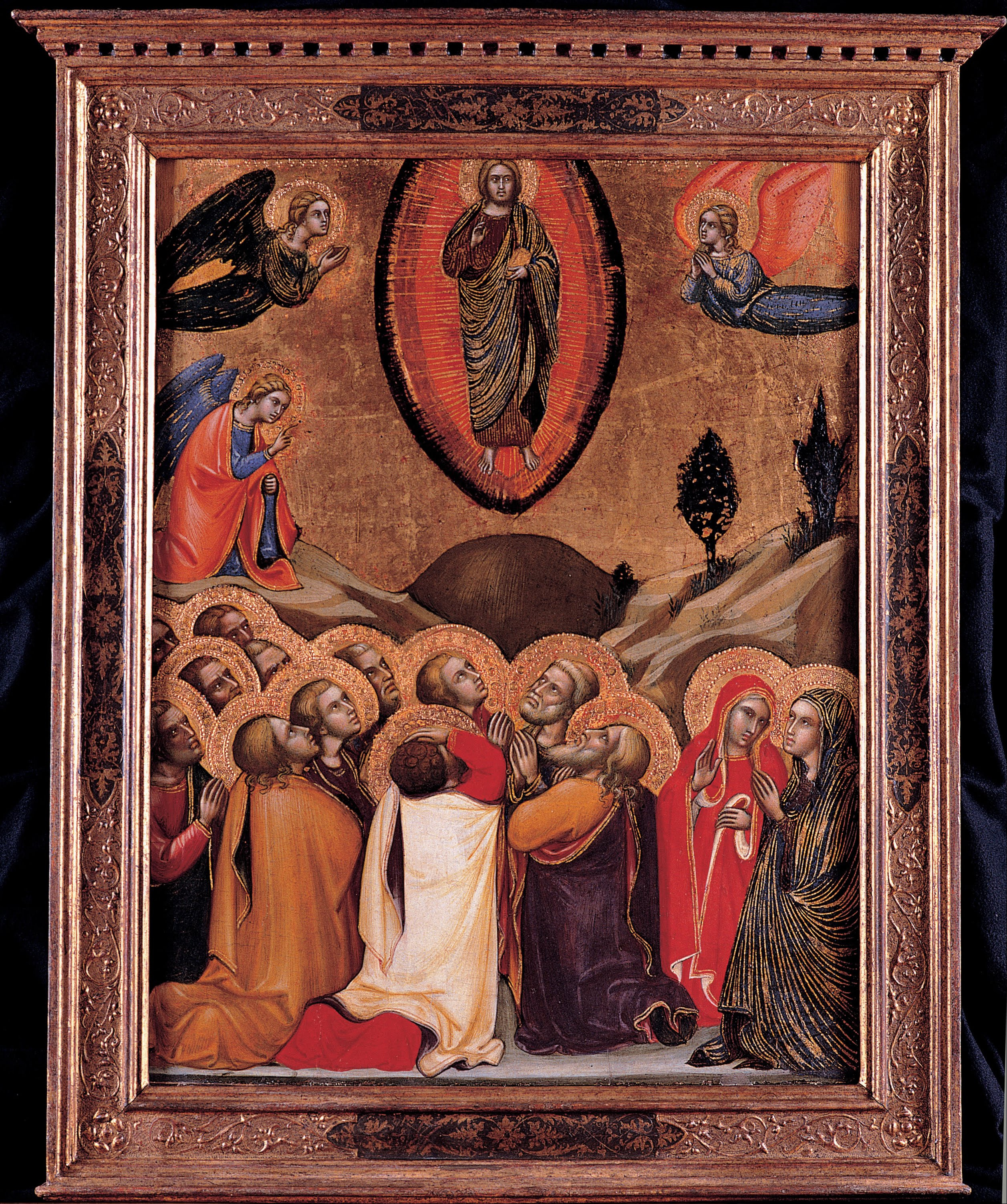
«Вознесіння», 1372—1374, Капітолійські музеї, Рим

Народився у Модені. З 1353 по 1383 роки активно працював в Генуї, де в 1363 році по закінченню десятирічного строку проживання, набув міського громадянства. В 1364 році Модена написав ряд робіт для Палацу герцогів (не збереглись), а в 1370 році працював над відновленням картин у генуезькій лоджії ді Банкі (нині Лоджія-делла-Мерканція).
В 1380 році художник був запрошений до Пізи, де йому було замовлено завершити цикл фресок на сюжети з життя св. Раньєрі в Кампо-Санто, розпочаті Андреа да Фіренце. І хоча малоймовірно, що він виконав цю роботу (згодом завершену Антоніо Венеціано), є свідчення, що в цей період він перебував у Пізі.
В 1380 році художник продав свій будинок у Модені, однак до Генуї повернувся лише через три роки. Одним з його послідовників був Ніколо да Вольтрі, який працював у Генуї в 1385—1417 роках.